# Jerzy Passendorfer

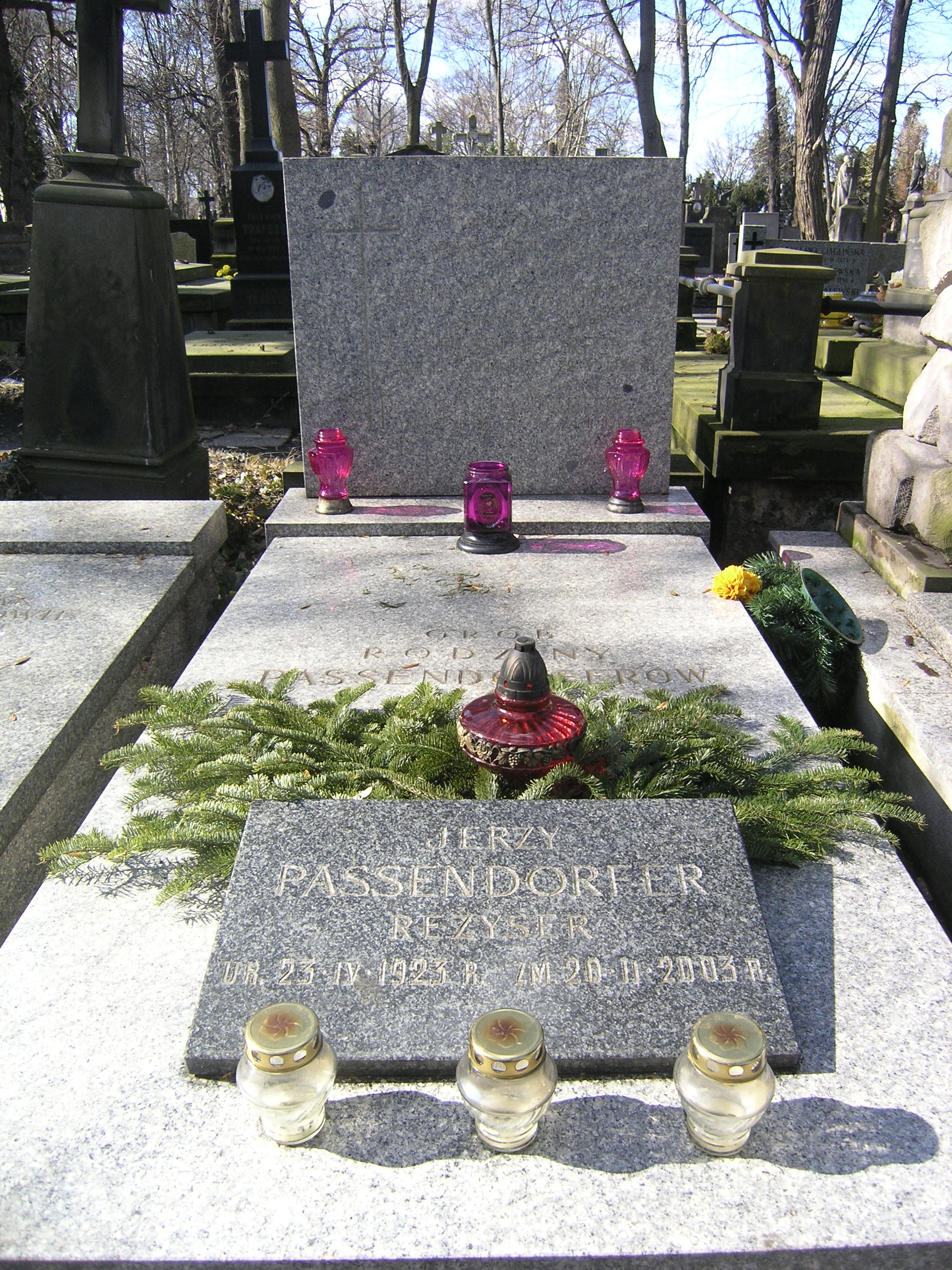
Grób Jerzego Passendorfera na cmentarzu Powązkowskim w Warszawie

Jerzy Passendorfer (ur. 8 kwietnia 1923 w Wilnie, zm. 20 lutego 2003 w Konstancinie-Jeziornie) – polski reżyser filmowy, w latach 1971–1972 kierownik artystyczny Zespołu Filmowego „Tor”, autor filmów o tematyce okupacyjno-wojennej i serialu telewizyjnego Janosik, poseł na Sejm RP II kadencji.

## Życiorys
Był synem Władysława, podpułkownika artylerii Wojska Polskiego, i Kamili. W latach 1943–1945 występował w konspiracyjnym teatrze w Krakowie, a następnie rozpoczął naukę aktorstwa w Studium Dramatycznym Starego Teatru. Był założycielem (razem z Adamem Mularczykiem) teatru akademickiego w Krakowie. Ukończył kurs przygotowania filmowego w 1946 i rozpoczął pracę jako operator w krakowskiej redakcji Polskiej Kroniki Filmowej.
Studiował reżyserię w Państwowej Wyższej Szkole Filmowej, Telewizyjnej i Teatralnej im. Leona Schillera w Łodzi, następnie kontynuował studia na Wydziale Filmowym i Telewizyjnym Akademii Sztuk Scenicznych w Pradze. W Czechosłowacji zrealizował kilka filmów oświatowych. Od 1952 należał do Polskiej Zjednoczonej Partii Robotniczej. W 1953 został asystentem reżysera (m.in. Leonarda Buczkowskiego), w 1957 samodzielnym reżyserem. W latach 1971–1972 był kierownikiem artystycznym Zespołu Filmowego „Tor”, a w latach 1972–1975 zespołu „Panorama”. W latach 1974–1979 pracował jako dyrektor Instytutu Polskiego w Wiedniu, w latach 1980–1983 jako dyrektor biura współpracy z zagranicą Telewizji Polskiej. W latach 80. pełnił również funkcję prodziekana ds. artystycznych na Wydziale Radia i Telewizji Uniwersytetu Śląskiego w Katowicach. Był współzałożycielem i dwukrotnie wiceprezesem Stowarzyszenia Filmowców Polskich.
W latach 1996–1997 był posłem na Sejm II kadencji z listy Sojuszu Lewicy Demokratycznej. Zastąpił Aleksandra Kwaśniewskiego, którego mandat wygasł w związku z wyborem na urząd prezydenta RP.
Pochowany na Starych Powązkach (kwatera N/3/15).

## Filmografia
- Skarb kapitana Martensa (1957)
- Zamach (1959)
- Sygnały (1959)
- Powrót (1960)
- Wyrok (1961)
- Zerwany most (1962)
- Skąpani w ogniu (1963)
- Barwy walki (1964)
- Niedziela sprawiedliwości (1965)
- Mocne uderzenie (1966)
- Kierunek Berlin (1968)
- Dzień oczyszczenia (1969)
- Ostatnie dni (1969)
- Akcja Brutus (1970)
- Zabijcie czarną owcę (1971)
- Janosik (serial TV, 1973)
- Janosik (film, 1974)
- Zwycięstwo (1974)
- Mewy (fragmenty życiorysu) (1986)

## Odznaczenia[5]
- Krzyż Komandorski Orderu Odrodzenia Polski
- Krzyż Kawalerski Orderu Odrodzenia Polski
- Złoty Krzyż Zasługi
- Medal 40-lecia Polski Ludowej
- Złoty Medal „Za zasługi dla obronności kraju” (1973)[6]
- Brązowy Medal „Za zasługi dla obronności kraju”
- Srebrny Medal Opiekuna Miejsc Pamięci Narodowej